# Puente Jesús Izcoa Moure
El Puente Jesús Izcoa Moure (Oficialmente: Puente atirantado de Naranjito, Jesús Izcoa Moure) es un puente atirantado que une las ciudades de Toa Alta y Naranjito, en Puerto Rico por la autopista Puerto Rico 5.
Fue llamada así en honor de Jesús Izcoa Moure, quien fue el primer legislador estatal, oriundo de Naranjito, también su firma se encuentra en la Constitución del Estado Libre Asociado de Puerto Rico.
El puente cruza el Río de la Plata entre los dos municipios. Según los datos recogidos más de 80.000 residentes de Puerto Rico se benefician del puente, siendo el primer Puente atirantado de la isla.